# Bornes
Bornes ist ein Ort und eine ehemalige Gemeinde (Freguesia) im portugiesischen Kreis Macedo de Cavaleiros. Die Gemeinde hatte 391 Einwohner (Stand 30. Juni 2011).
Am 29. September 2013 wurden die Gemeinden Bornes und Burga zur neuen Gemeinde União das Freguesias de Bornes e Burga zusammengeschlossen. Bornes ist Sitz dieser neu gebildeten Gemeinde.